# Artystone minima
Artystone minima là một loài chân đều trong họ Cymothoidae. Loài này được Thatcher & Carvalho miêu tả khoa học năm 1988.